# Prideaux Place
Prideaux Place è uno storico palazzo del villaggio inglese di  Padstow, lungo la costa settentrionale della Cornovaglia, costruito alla fine del XVI secolo probabilmente per volere di Nicholas Prideaux e rimodellato tra il 1810 e il 1833. Il palazzo fu per 400 anni la residenza della famiglia Prideaux ed è classificato come edificio di primo grado.

## Storia
La costruzione dell'edificio è attribuita a Nicholas Prideaux, che aveva ereditato la tenuta nel 1581 e che morì nel 1592. Prideaux proveniva dal Devon e fece costruire a Padstow un edificio in stile elisabettiano.
Tra il 1730 e il 1758, fu rinnovato il tetto della casa. In seguito, tra il 1810 e il 1833, l'edificio fu rimodellato per volere del reverendo Charles Prideaux-Brune.
Un ulteriore intervento fu effettuato quindi nel 1907, quando furono ampliate le stanze della servitù.
Durante la seconda guerra mondiale, un'ala del palazzo fu utilizzata da un battaglione dell'esercito degli Stati Uniti d'America.

## Architettura
L'edificio si affaccia sull'estuario del fiume Camel e si presenta come una fusione degli stili elisabettiano e georgiano.
L'edificio è a due piani più un attico.

## Prideaux Place nella cultura di massa
- Prideaux Place è stato sovente utilizzato come una delle location dei film TV di produzione tedesca tratti dai romanzi di Rosamunde Pilcher[3]
- Prideaux Place fu una delle location del film del 1996, diretto da Trevor Nunn,  La 12ª notte [3]
- Prideaux Place fu una delle location del film del 1997 Oscar e Lucinda[3]